# Richenza van Northeim
Richenza van Northeim (1087/1089 - 10 juni 1141) was erfgename van het graafschap Northeim en het markgraafschap Brunswijk, en door haar huwelijk hertogin van Saksen, koningin van Duitsland en keizerin van het Heilige Roomse Rijk.
Richenza was dochter van graaf Hendrik van Northeim en van Gertrudis van Brunswijk. Rond 1100 huwde zij met de toekomstige keizer Lotharius van Supplinburg. Nadat ze vijftien jaar lang geen kinderen hadden gekregen, kreeg het paar één dochter Gertrude. Lotharius werd in 1125 tot koning van Duitsland gekozen, vooral dankzij de hulp van Hendrik de Zwarte, hertog van Beieren. Daarom trouwde Gertrude in 1127 met zijn zoon Hendrik de Trotse. Richenza was als koningin zelfstandig actief in diplomatie, met name in het conflict tussen paus Innocentius II en tegenpaus Anacletus II en in de bemiddeling tussen Lotharius en de broers Frederik II van Zwaben en Koenraad van Franken. Tijdens de afwezigheid van Lortharius gaf ze ook leiding aan rechtszaken.
Na het overlijden van Lotharius (1137) en haar schoonzoon Hendrik (1139) behartigde Richenza samen met Gertrude de belangen van haar minderjarige kleinzoon Hendrik de Leeuw. Ze onderhandelden een overeenkomst met koning Koenraad III (de vroegere hertog van Franken) over de aanspraken van Hendrik de Leeuw op de hertogdommen Saksen en Beieren. Als gevolg daarvan kreeg Hendrik in 1142 het hertogdom Saksen en trouwde Gertrude met Hendrik II van Oostenrijk, met als bedoeling dat hun kinderen Beieren zouden erven. Maar dit paar kreeg alleen maar een dochter, waardoor Hendrik later weer aanspraken zou maken op Beieren - en het hertogdom uiteindelijk ook zou verwerven.
Richenza overleed in 1141 en werd bij haar man en schoonzoon begraven in de dom van Königslutter.